# Chris Thorburn
Chris Thorburn (* 3. Juni 1983 in Sault Ste. Marie, Ontario) ist ein ehemaliger kanadischer Eishockeyspieler. Der rechte Flügelstürmer bestritt zwischen 2005 und 2018 über 800 Partien für insgesamt fünf Teams in der National Hockey League (NHL), den Großteil davon für das Franchise der Atlanta Thrashers bzw. Winnipeg Jets.

## Karriere

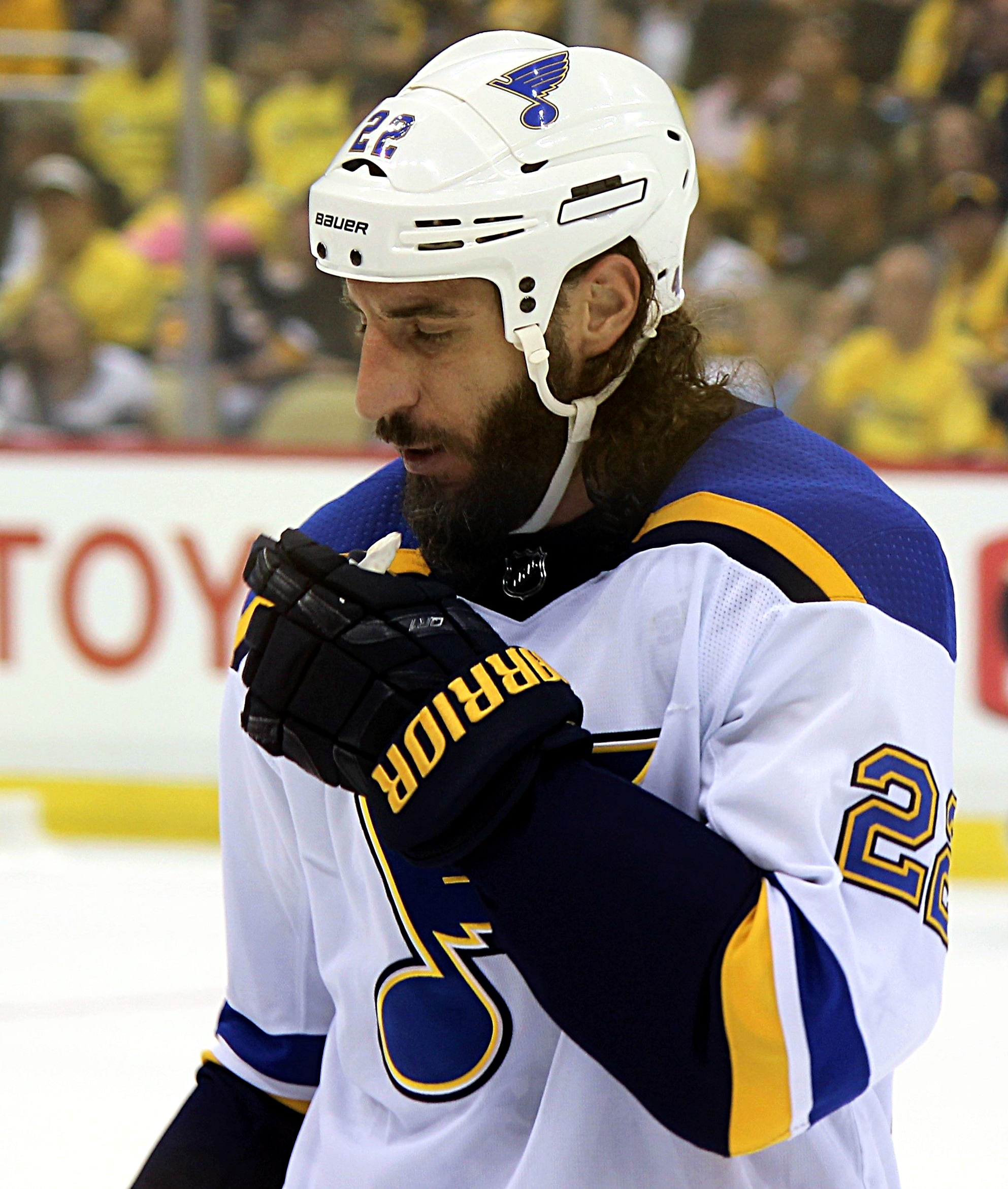
Thorburn im Trikot der St. Louis Blues (2017)

Während des NHL Entry Draft 2001 wurde Chris Thorburn als insgesamt 50. Spieler von den Buffalo Sabres gewählt. Nachdem Thorburn von 1999 bis 2002 drei Jahre lang bei den North Bay Centennials in der Ontario Hockey League gespielt hatte, stand er in der Saison 2002/03 bei den beiden Ligakonkurrenten Saginaw Spirit und Plymouth Whalers unter Vertrag.
Im Sommer 2003 spielte der Angreifer in seiner ersten Saison im professionellen Eishockey bei den Rochester Americans, dem Farmteam der Sabres, in der American Hockey League. In der Saison 2005/06 gab der Kanadier sein Debüt in der National Hockey League, als er in zwei Spielen für die Sabres zum Einsatz kam. Im Oktober 2006 wurde er von den Sabres auf die Waiver-Liste gesetzt und anschließend von den Pittsburgh Penguins selektiert. Nach einer Spielzeit, in der er auch drei Mal für das Farmteam Pittsburghs, die Wilkes-Barre/Scranton Penguins, zum Einsatz kam, wurde er an die Atlanta Thrashers im Tausch für ein Drittrunden-Wahlrecht während des NHL Entry Draft 2007 abgegeben. Fortan spielte der Angreifer vier Jahre in Atlanta und begleitete das Franchise auch bei dessen Umzug nach Winnipeg, wo er für die Jets aktiv war.
Im Juni 2017 wurde er im NHL Expansion Draft 2017 von den Vegas Golden Knights ausgewählt. Zusätzlich zu seiner Wahl – und um andere Spieler vor einer Wahl zu schützen – erhielt Vegas von den Jets ein Drittrunden-Wahlrecht im NHL Entry Draft 2019. Zudem tauschten die Teams ihre Erstrunden-Wahlrechte im NHL Entry Draft 2017, sodass die Golden Knights dort elf Positionen aufstiegen. Dies geschah auch im Hinblick darauf, dass Vegas von einer weiteren Verpflichtung des Kanadiers, dessen Vertrag Ende des Monats auslief, absah. Der Stürmer unterschrieb daher am 1. Juli 2017 als Free Agent einen Vertrag bei den St. Louis Blues. Dort war er bis Ende der Spielzeit 2018/19 aktiv, ehe sein auslaufender Vertrag nicht verlängert wurde. Schließlich verkündete Thorburn im Juni 2020 offiziell das Ende seiner aktiven Karriere.

## Erfolge und Auszeichnungen
- 2000 Silbermedaille bei der World U-17 Hockey Challenge
- 2001 Teilnahme am CHL Top Prospects Game

## Karrierestatistik

### International
Vertrat Kanada bei:
- World U-17 Hockey Challenge 2000

(Legende zur Spielerstatistik: Sp oder GP = absolvierte Spiele; T oder G = erzielte Tore; V oder A = erzielte Assists; Pkt oder Pts = erzielte Scorerpunkte; SM oder PIM = erhaltene Strafminuten; +/− = Plus/Minus-Bilanz; PP = erzielte Überzahltore; SH = erzielte Unterzahltore; GW = erzielte Siegtore; 1 Play-downs/Relegation; Kursiv: Statistik nicht vollständig)